# 泾川镇
泾川镇，是中华人民共和国安徽省宣城市泾县下辖的一个乡镇级行政单位。

## 行政区划
泾川镇下辖以下地区：
城南社区、百园社区、晏公社区、城东社区、山口社区、水西社区、城北社区、幕桥社区、红星社区、城西社区、岩潭村、五星村、秦峰村、董村、高村、太美村、潘石村、石山村、巧峰村和古坝村。